# Jan Christian Kindermann

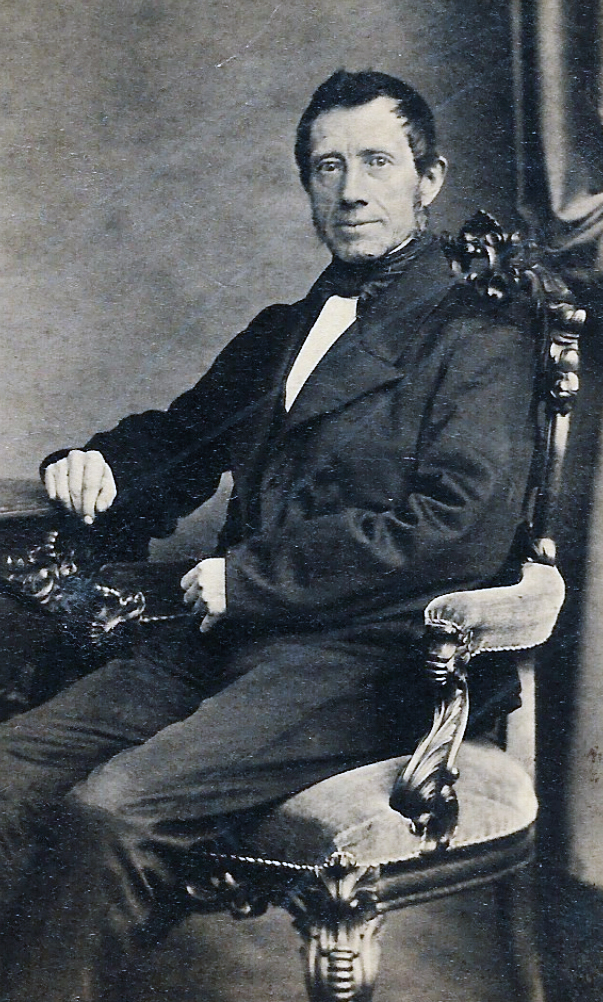
Jan Christian Kindermann (1804-1876) Nederlands predikant en schrijver.

Jan Christian Kindermann (Amsterdam, 15 december 1804 - Utrecht, 19 december 1876) was een Nederlands predikant van de Evangelisch-Lutherse gemeente en schrijver onder de pseudoniemen Teknander en Chonia.

## Levensloop
Jan Christian Kindermann werd geboren in Amsterdam op 15 december 1804 in het gezin van de Amsterdamse koopman Carel Henrik (Carl Heinrich) Kindermann en Alida (Aaltje) Hendrika Haas. Zijn ouders waren in 1813 al beiden overleden en zo werd Kindermann al vroeg in zijn leven weeskind en in het Luthersche Weeshuis in Amsterdam geplaatst. In de periode 1822-23 studeerde Kindermann aan het Luthers Seminarium in Amsterdam bij o.a. Joannes Theophilus Plüschke en David Jacob van Lennep. In de jaren 1824 en 1828 stond hij ingeschreven aan de Universiteit Leiden. In 1829 werd Kindermann als predikant van de evangelisch-Lutherse gemeente in Wildervank bevestigd alwaar hij ook rector aan de Latijnse school werd. Hierna werkte hij als predikant in de gemeentes Edam, Schiedam en Doetinchem. Ook in Doetinchem was hij rector aan de Latijnse school. Nadat in 1868 zijn vrouw was overleden vestigde Kindermann zich in Utrecht. Daar werd hij lid van de kerkraad van de evangelisch-Lutherse gemeente. Hij overleed op 19 december 1876. 

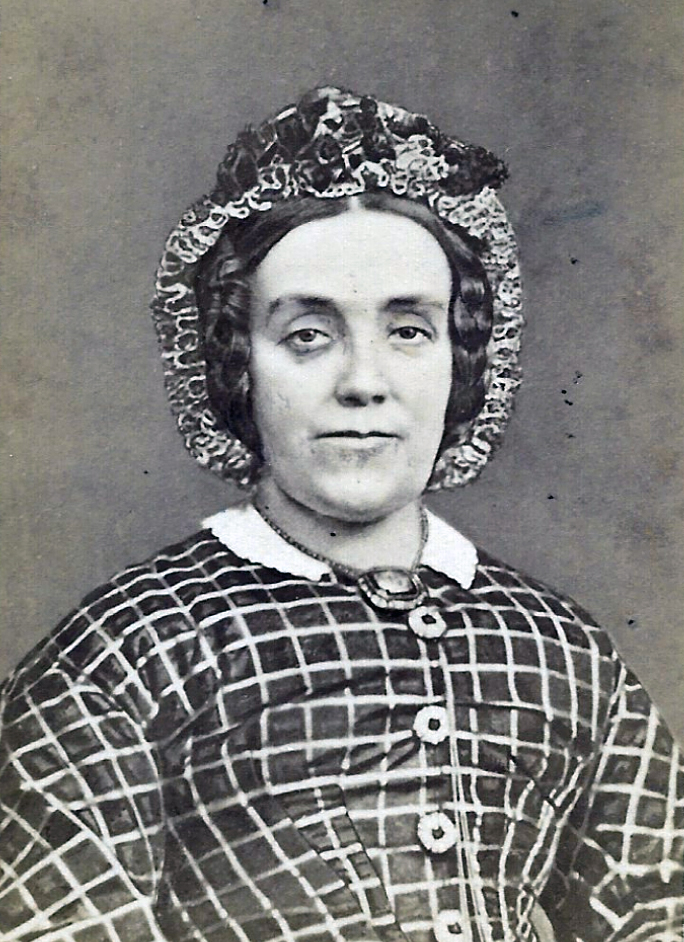
Johanna Henriette Telting (1815-1868) echtgenote van predikant en schrijver Jan Christian Kindermann.

## Familie
Jan Christian Kindermann trouwde op 17 november 1841 op 36-jarige leeftijd met de 26-jarige Johanna Henriette Telting (1815-1868), dochter van Theodorus en Wilhelmina Geertruijda Teengs lid van het Edamse geslacht Teengs. Kindermann en Telting kregen samen zes kinderen waaronder Carel Henrik Kindermann die in zijn vaders voetsporen zou treden als evangelisch-Luthers predikant. 

## Schrijver
Kindermann beschikte over een diepe en brede kennis op verschillende gebieden. Hij had een interesse voor zowel filosofie, geschiedenis, natuurwetenschappen en letterkunde. Hij schreef zowel filosofisch geaarde teksten als novellen en humoristische stukken. Op 16 juni 1853 werd hij benoemd tot lid van de Maatschappij der Nederlandse Letterkunde in Leiden. Kindermann leverde bijdragen aan Flora, Repertorium voor Buitenlandse Theologie, Nederland, De Tijdspiegel en Pandora. Hij schreef vaak onder het pseudoniem Chonia of Teknander. Zijn schrijfstijl werd gekenmerkt door een eigen visie op vrijheid en vooruitgang en de ontmaskering van "den maatschappelijken leugen en holheid en halfheid, waar hij die meende op te merken, ook op kerkelijk terrein.".